# Американка (фильм, 2019)
Американка (англ. American woman) — канадо-американский драматический фильм 2019 года, снятый режиссёром Семи Челлас, которая также написала сценарий. В главных ролях — Хонг Чау и Сара Гадон. Фильм основан на одноимённой книге американской писательницы-романиста Сьюзен Чхве написанной в 2001 году, которая, в свою очередь, основана на реальных событиях, произошедших в феврале 1974 года, когда группой террористов была похищена Патрисия Херст, внучка американского миллиардера и газетного магната Уильяма Рэндольфа Херста.

## Сюжет
Дженни Симада — 25-летняя бывшая радикалистка, сидящая в тюрьме с тех пор, как в первый раз спровоцировала акт насилия против американского правительства. Она выходит из тюрьмы и возвращается домой, где встречает своих старых друзей, которые находятся в бегах из-за похищения Патрисии Херст, внучки богатого газетного магната Уильяма Рэндольфа Херста.

## В ролях
| Актёр          | Роль                  |
| -------------- | --------------------- |
| Хонг Чау       | Дженни Симада         |
| Сара Гадон     | Полина/Патрисия Херст |
| Лола Кёрк      | Ивонн                 |
| Джон Галлахер  | Хуан                  |
| Эллен Бёрстин  | Мисс Долли            |
| Елена Фокина   | Ольга Иванова         |
| Дэвид Кабитт   | Агент Джон Спиви      |
| Мэтт Гордон    | Боб                   |
| Ричард Уолтерс | Томас                 |

## Производство
В сентябре 2017 года было объявлено, что Хонг Чау присоединится к актёрскому составу фильма, а Семи Челлас станет режиссёром и сценаристом. Killer Films будет продюсировать фильм.

## Релиз
Мировая премьера фильма состоялась 28 апреля 2019 года на кинофестивале «Трайбека». Повторно он был показан в сентябре на кинофестивале в Торонто.

## Критика
Фильм получил смешанные отзывы кинокритиков. На сайте Rotten Tomatoes у него 57 % положительных рецензий на основе 14 отзывов со средней оценкой 6,0 из 10. На сайте Metacritic — 49 из 100 на основе 5 рецензий.

## Награды и номинации
| Год  | Награда                               | Категория                             | Номинант    | Результат |
| ---- | ------------------------------------- | ------------------------------------- | ----------- | --------- |
| 2019 | Международный кинофестиваль в Торонто | Лучший канадский художественный фильм | Семи Челлас | Номинация |